# 2034
Năm 2034 (số La Mã: MMXXXIV). Trong lịch Gregory, nó sẽ là năm thứ 2034 của Công nguyên hay của Anno Domini; năm thứ 34 của thiên niên kỷ 3 và của thế kỷ 21; và năm thứ năm của thập niên 2030.

## Sự kiện sắp diễn ra
- Giải vô địch bóng đá thế giới 2034